# Sušany
Sušany è un comune della Slovacchia facente parte del distretto di Poltár, nella regione di Banská Bystrica.